# Heterixalus betsileo
Heterixalus betsileo – gatunek płaza bezogonowego z rodziny sitówkowatych (Hyperoliidae), zasiedlający wschodni i centralny Madagaskar. Dorasta do 2,9 cm i występuje m.in. na polach i sawannach.

## Morfologia
Średnich rozmiarów przedstawiciel rodzaju Heterixalus. Samce osiągają 1,8–2,8 cm, a samice 1,9–2,9 cm. Grzbiet jest zielonkawy lub beżowy z dwoma szerokimi żółtymi fałdami grzbietowo-bocznymi. Uda, dłonie, stopy, a także brzuszna część kończyn są pomarańczowe. Łono jest koloru kremowego. Występuje regionalna zmienność w wielkości i morfologii – osobniki z dużych wysokości (np. z okolic Antananarywy) są większe (2,8 cm) i cechują się zielonkawym grzbietem, natomiast te z mniejszych wysokości mają beżowy grzbiet i osiągają rozmiary 1,8–2,8 cm.

## Występowanie i siedlisko
H. betsileo występuje we wschodniej i centralnej części Madagaskaru. Spotykany jest na wysokościach 500–1600 m n.p.m. i zasiedla wylesione obszary takie jak sawanny, pola, a także miasta i wsie.

## Rozmnażanie i rozwój
Gatunek ten rozmnaża się w stałych i tymczasowych zbiornikach wodnych. Cechuje go ampleksus pachowy. Jaja są czarne i białe i mają średnicę 1,6 mm. Składane są w gromadkach liczących 10–80 sztuk na źdźbłach trawy tuż nad wodą. Następujący wzrost poziomu wody spowodowany opadami zalewa jaja, co powoduje wylęg kijanek, które żyją w nasłonecznionych obszarach wodach stagnujących. Młode żabki tuż po metamorfozie mierzą 1,5–2,0 cm.